# Alberto Martins
Alberto de Sousa Martins GCL • GOC (Guimarães, 25 de abril de 1945) é um advogado e político português, tendo exercido o cargo Ministro da Justiça, de 2009 a 2011.

## Biografia
Alberto Martins nasceu a 25 de abril de 1945, em Guimarães, distrito de Braga.
Cresceu em Guimarães, numa família ligada ao sector têxtil, tendo o pai, Alberto da Silva Martins (1923-2002), chefiado os serviços do Sindicato Têxtil do Minho e Trás-os-Montes e Alto Douro.
Licenciou-se em Direito, na Faculdade de Direito da Universidade de Coimbra. Enquanto estudante foi presidente da Direcção-Geral da Associação Académica de Coimbra, em 1969. Foi eleito numa lista que interrompeu quatro anos de comissões nomeadas pelo governo da ditadura. Foi responsável pelo desencadear da crise académica de 1969, o que lhe custou a prisão. Também em finais da década de 60, Alberto Martins foi repúblico na Real República dos Pyn-Guyns.
Depois do 25 de Abril de 1974 aderiu primeiro ao Movimento de Esquerda Socialista, e depois, nos anos 80, ao Partido Socialista, que o elegeu deputado à Assembleia da República nas V, VI, VII, VIII e IX Legislaturas. Foi líder da bancada parlamentar do PS de 2005 a 2009 e de novo em 2013 e 2014. Ocupou os cargos de Ministro da Reforma do Estado e da Administração Pública no XIV Governo Constitucional (1999-2002) e de Ministro da Justiça no XVIII Governo Constitucional (2009-2011).
Publicou os livros Novos direitos do cidadão (1994) e Direito à cidadania (2000).
A 9 de Junho de 1999, foi agraciado com o grau de Grã-Cruz da Ordem da Liberdade.
Em 2017, e ao fim de 30 anos como deputado da Assembleia da República, abandonou esse mesmo cargo, não chegando a cumprir todo o mandato como deputado para o qual foi eleito nas eleições legislativas de 2015. Alberto Martins foi substituído por Hugo Carvalho. Foi-lhe atribuída uma subvenção vitalícia a 15 de Setembro de 2017 no valor de 2.899€53 euros.
Foi comentador no "Jornal da Noite" da SIC Notícias.
A 23 de abril de 2024, foi agraciado com o grau de Grande Oficial da Ordem Militar de Cristo.

## Resultados eleitorais

### Eleições legislativas
| Data | Partido     | Partido | Circulo eleitoral | Posição      | Cl.     | Votos          | %              | +/-        | Status                                                   | Notas  | Ref   |
| ---- | ----------- | ------- | ----------------- | ------------ | ------- | -------------- | -------------- | ---------- | -------------------------------------------------------- | ------ | ----- |
| 1975 |             | MES     | Porto             | 2.º (em 36)  | 6.º     | 8 331          | 0,99 / 100,00  |            | Não eleito                                               |        | [ 6 ] |
| 1976 | 1.º (em 38) | MES     | Porto             | 10.º         | 2 256   | 0,28 / 100,00  | 0,71           | Não eleito |                                                          | [ 7 ]  |       |
| 1987 |             | PS      | Porto             | 10.º (em 39) | 2.º     | 249 443        | 27,19 / 100,00 |            | Eleito                                                   |        | [ 8 ] |
| 1991 | Braga       | PS      | 1.º (em 16)       | 2.º          | 133 607 | 31,92 / 100,00 |                | Eleito     |                                                          | [ 9 ]  |       |
| 1995 | Porto       | PS      | 7.º (em 37)       | 1.º          | 467 512 | 47,44 / 100,00 |                | Eleito     |                                                          | [ 10 ] |       |
| 1999 | Porto       | PS      | 5.º (em 37)       | 1.º          | 439 176 | 48,82 / 100,00 | 1,38           | Eleito     | Ministro da Reforma do Estado e da Administração Pública | [ 11 ] |       |
| 2002 | Porto       | PS      | 1.º (em 38)       | 1.º          | 386 004 | 41,95 / 100,00 | 6,87           | Eleito     |                                                          | [ 12 ] |       |
| 2005 | Porto       | PS      | 5.º (em 38)       | 1.º          | 485 975 | 49,91 / 100,00 | 7,96           | Eleito     | Presidente do Grupo Parlamentar do PS                    | [ 13 ] |       |
| 2009 | Porto       | PS      | 1.º (em 39)       | 1.º          | 422 558 | 42,94 / 100,00 | 6,97           | Eleito     | Ministro da Justiça                                      | [ 14 ] |       |
| 2011 | Porto       | PS      | 2.º (em 39)       | 2.º          | 318 113 | 33,26 / 100,00 | 9,68           | Eleito     | Presidente do Grupo Parlamentar do PS (2013-2014)        | [ 15 ] |       |
| 2015 | Porto       | PS      | 4.º (em 39)       | 2.º          | 314 121 | 33,89 / 100,00 | 0,63           | Eleito     | Resignou ao mandato em 2017.                             | [ 16 ] |       |